# Manewr okrążający

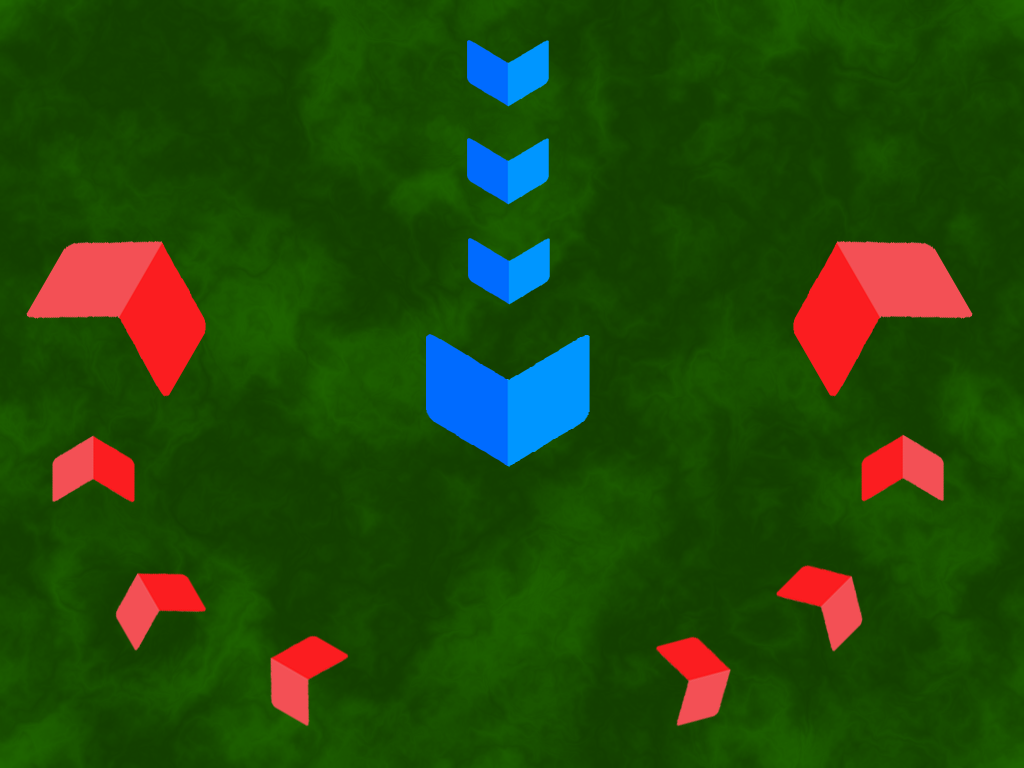
Manewr okrążający, poprzez który siły czerwone otaczają posuwające się naprzód siły niebieskie.

Manewr okrążający lub podwójne okrążenie to podstawowy element strategii militarnej, który jest stosowany, do pewnego stopnia, w prawie każdej wojnie. Flanki przeciwnika są atakowane jednocześnie w ugniatającym ruchu po tym, jak oponent rusza w kierunku centrum armii, która reaguje poprzez ruch swoich zewnętrznych sił w kierunku wrogich flanek w celu ich otoczenia. W tym samym czasie drugi manewr kleszczowy przebiega bardziej z flanki, by uniemożliwić udzielenie wsparcia jednostce będącej celem ataku.
Większość walk piechoty, na każdą skalę, bazuje w modzie na tej militarnej taktyce, która jest powszechnie używana także w lotnictwie. Manewr okrążający został niejasno opisany w książce Sun Zi - Sztuka wojenna, w której autor utrzymywał, że najlepszym rozwiązaniem jest pozwolenie przeciwnikowi na wybranie ścieżki ucieczki, ponieważ uważał, że armia-cel mogłaby walczyć z większym okrucieństwem, gdyby była całkowicie otoczona.
Z definicji podwójne okrążenie prowadzi do tego, że armia atakująca staje naprzeciw wroga od przodu, z obu flanek i od tyłu. Jeśli siły atakujące połączą się na tyłach wroga, to wówczas możemy mówić o pełnym okrążeniu. Takie bitwy często kończą się kapitulacją lub zniszczeniem wrogich wojsk, pomimo że otoczone oddziały mogą próbować przełamania, atakując okrążających od środka w celu wyjścia z osaczenia. Ponadto przyjazne, zewnętrzne oddziały mogą atakować z zewnątrz, by otworzyć ścieżkę ucieczki dla otoczonych wojsk.
W bitwie pod Kannami zastosowano podwójne okrążenie, które jest postrzegane przez historyków wojskowości jako jeden z najwspanialszych manewrów bitewnych i jest przytaczane jako pierwsze, pomyślne zastosowanie tego manewru, które zostało szczegółowo odnotowane. Odmiany tego manewru były również później skutecznie stosowane przez Chalida ibn al-Walida przeciwko przeważającym liczebnie siłom perskiej dynastii Sasanidów w bitwie pod Walają, w 633 r. n.e., chociaż Khalid opracował swoją wersję niezależnie od dokonań Hannibala.